# Fontaine publique de Lourmarin
La Fontaine publique de Lourmarin est un monument historique de Vaucluse, situé dans la ville de Lourmarin.

## Histoire
Le site est classé monument historique par arrêté du 22 juillet 1914.